# Pinalia szetschuanica
Pinalia szetschuanica är en orkidéart som först beskrevs av Rudolf Schlechter, och fick sitt nu gällande namn av Sing Chi Chen och Jeffrey James Wood. Pinalia szetschuanica ingår i släktet Pinalia och familjen orkidéer. Inga underarter finns listade i Catalogue of Life.